# Ana Capeta
Ana Capeta, née le 22 décembre 1997 à Aljustrel au Portugal, est une footballeuse portugaise évoluant au poste d'attaquante, au sein du Sporting CP depuis 2016. Elle est aussi internationale A portugaise depuis 2017.

## Biographie
Ana Capeta commence à jouer au football au Operário FC dès l'âge de 6 ans. Elle se démarque par sa capacité technique bien au-dessus de la moyenne de ses coéquipiers (masculins). Elle alterne les postes d'attaquante et de gardienne en fonction des besoins. Cependant, son goût pour le sport l'amène à pratiquer l'athlétisme simultanément avec le football, en intégrant vers 10 ans, le Núcleo Recreativo e Cultural de Messejana. Sa capacité athlétique inhabituelle était bientôt en vue, remportant des dizaines d'événements dans divers aspects de l'athlétisme, avec un accent particulier sur le cross-country. Parmi d'innombrables médailles et trophées, elle obtient les titres suivants: Championne de l'Alentejo de cross country 2012; Championne de district de cross country 2012; Championne de district du 800 mètres toujours en 2012.
Athlète hors pair, elle s'inscrit au Sport Clube Mineiro Aljustrelense lors de la saison 2010/11, où elle est la meilleure buteuse du championnat de district de football à 7.
L'année suivante, elle part à la Casa do Benfica de Castro Verde, où elle atteint un niveau d'excellence qui l'amène à rejoindre la sélection de football à 7 du district de Beja. Lors de la saison 2011-12 elle remporte la Supercoupe de district de football à 7 féminin, puis la saison suivante elle accumule 35 buts en championnat et 6 buts en coupe de district, faisant d'elle la meilleure buteuse du championnat "Senior".
En 2013, elle signe avec l'Atlético Ouriense, mais elle passe ses débuts à s'entraîner avec le Futebol Clube Castrense, en attendant de se remettre d'une blessure contractée peu avant son transfert. C'est deux saisons passées dans le club de Ourém, lui permettent d'étoffer son palmarès, en remportant le championnat et la coupe.
Le 6 septembre 2015, elle annonce son transfert vers le CAC Pontinha, qui évolue en deuxième division féminine. Elle ajoute à son palmarès le titre de championne de deuxième division portugaise.
En juin 2016, elle signe un contrat de deux ans avec le Sporting Portugal.
En mars 2018, elle est élue, lors du gala des Quinas de ouro, révélation féminine de l'année. Après deux saisons qui lui ont permis d'étoffer son palmarès (2 championnats, 2 coupes et 1 supercoupe, le 21 juin 2018, elle prolonge son contrat avec les "lionnes", jusqu'en 2021. Le 28 avril 2019, lors de la rencontre opposant le Sporting au Vilaverdense, elle marque 6 des 11 buts marqués par les Leoas. Deux mois auparavant elle avait déjà inscrit cinq buts face à son ancien club (Atlético Ouriense), ce qui fait un total de 11 buts en deux matches, sur les 25 inscrits durant cette saison.
Le 3 juin 2021, elle signe un contrât de deux saisons, avec le club hollandais du PSV

## Statistiques

### En club
| Saison                | Club                  | Championnat           | Championnat | Championnat | Coupe(s) nationale(s) | Coupe(s) nationale(s) | Compétition(s) continentale(s) | Compétition(s) continentale(s) | Compétition(s) continentale(s) | Sélection | Sélection | Sélection | Total | Total |
| Saison                | Club                  | Division              | M.          | B.          | M.                    | B.                    | Comp.                          | M.                             | B.                             | Équipe    | M.        | B.        | M.    | B.    |
| 2010-2011             | SCM Aljustrelense     | Foot à 7              | -           | -           | -                     | -                     | -                              | 0                              | 0                              | -         | 0         | 0         | 0     | 0     |
| Sous-total            | Sous-total            | Sous-total            | 0           | 0           | 0                     | 0                     | -                              | 0                              | 0                              | -         | 0         | 0         | 0     | 0     |
| 2011-2012             | CB Castro Verde       | Foot à 7              | -           | -           | -                     | -                     | -                              | 0                              | 0                              | -         | 0         | 0         | 0     | 0     |
| 2012-2013             | CB Castro Verde       | Foot à 7              | -           | 36          | -                     | 6                     | -                              | 0                              | 0                              | U16 & U19 | 7         | 3         | 7     | 45    |
| Sous-total            | Sous-total            | Sous-total            | 0           | 36          | 0                     | 6                     | -                              | 0                              | 0                              | -         | 7         | 3         | 7     | 45    |
| 2013-2014             | CA Ouriense B         | Promoção Feminino     | 1           | 2           | 0                     | 0                     | -                              | 0                              | 0                              | -         | 0         | 0         | 1     | 2     |
| 2013-2014             | CA Ouriense           | Nacional Feminino     | 2           | 1           | 0                     | 0                     | -                              | 0                              | 0                              | U19       | 1         | 0         | 3     | 1     |
| 2014-2015             | CA Ouriense           | Nacional Feminino     | 0           | 0           | 0                     | 0                     | -                              | 0                              | 0                              | -         | 0         | 0         | 0     | 0     |
| Sous-total            | Sous-total            | Sous-total            | 3           | 3           | 0                     | 0                     | -                              | 0                              | 0                              | -         | 1         | 0         | 4     | 3     |
| 2015-2016             | CAC Pontinha          | Promoção Feminino     | 9           | 16          | 1                     | 1                     | -                              | 0                              | 0                              | U19       | 6         | 1         | 16    | 18    |
| Sous-total            | Sous-total            | Sous-total            | 9           | 16          | 1                     | 1                     | -                              | 0                              | 0                              | -         | 6         | 1         | 16    | 18    |
| 2016-2017             | Sporting CP           | Liga Allianz          | 21          | 19          | 2                     | 2                     | -                              | 0                              | 0                              | -         | 0         | 0         | 23    | 21    |
| 2017-2018             | Sporting CP           | Liga Allianz          | 15          | 10          | 6                     | 3                     | -                              | 0                              | 0                              | A         | 4         | 0         | 25    | 13    |
| 2018-2019             | Sporting CP           | Liga BPI              | 2           | 2           | 0                     | 0                     | -                              | 0                              | 0                              | -         | 0         | 0         | 2     | 2     |
| 2018-2019             | Sporting CP           | Liga BPI              | 20          | 25          | 3                     | 3                     | LDC                            | 3                              | 1                              | A         | 6         | 0         | 32    | 29    |
| 2018-2019             | Sporting CP B         | II Divisão Nacional   | 2           | 2           | 0                     | 0                     | -                              | 0                              | 0                              | -         | 0         | 0         | 2     | 2     |
| 2019-2020             | Sporting CP           | Liga BPI              | 11          | 5           | 4                     | 0                     | -                              | 0                              | 0                              | A         | 1         | 0         | 16    | 5     |
| 2020-2021             | Sporting CP           | Liga BPI              | 17          | 7           | 2                     | 1                     | -                              | 0                              | 0                              | A         | 0         | 0         | 19    | 8     |
| Sous-total            | Sous-total            | Sous-total            | 88          | 70          | 17                    | 9                     | -                              | 3                              | 1                              | -         | 11        | 0         | 119   | 80    |
| 2021-2022             | PSV                   | Eredivisie            | 0           | 0           | 0                     | 0                     | -                              | 0                              | 0                              | -         | 0         | 0         | 0     | 0     |
| Sous-total            | Sous-total            | Sous-total            | 0           | 0           | 0                     | 0                     | -                              | 0                              | 0                              | -         | 0         | 0         | 0     | 0     |
| Total sur la carrière | Total sur la carrière | Total sur la carrière | 100         | 125         | 18                    | 16                    | -                              | 3                              | 0                              |           | 25        | 4         | 146   | 145   |

Statistiques actualisées le 3 juin 2021

#### Matchs disputés en coupes continentales
| 1 | 7 août 2018  | Stade Gradski vrt, Osijek   | Avaldsnes IL    | 3 – 2 | 23 min | Ligue des champions | 0 | Phase de qualification | Sporting CP |
| 2 | 10 août 2018 | Stade Gradski vrt, Osijek   | ŽNK Osijek      | 3 – 0 | 14 min | Ligue des champions | 0 | Phase de qualification | Sporting CP |
| 3 | 13 août 2018 | Stade HNK Cibalia, Vinkovci | ŽFK Dragon 2014 | 0 – 4 | 90 min | Ligue des champions | 1 | Phase de qualification | Sporting CP |

### En sélection nationale
Elle porte pour la première fois le maillot lusitanien lors du Torneio Desenvolvimento UEFA Sub-16 Feminino, de Portugal 2013, lors de la première rencontre face aux Ecossaises, elle en est la capitaine, le match se termine sur un score paritaire de 1 but à 1. Le lendemain elle joue contre les Autrichiennes et marque deux des trois buts portugais. Malheureusement elle ne peut pas disputer le troisième et dernier match à cause d'une accumulation de cartons jaunes. Ana Capeta est la grande révélation de l'équipe nationale de ce tournoi.
Susana Cova, alors sélectionneur des U17, fait appel à ses qualités pour jouer deux rencontres amicales face à la Hongrie, malheureusement à cause d'une blessure elle est remplacée dans la liste, par Inês Galvão. Ce qui fait qu'elle ne portera jamais le maillot des U17, passant après s'être remise de sa lésion en U19.
Elle revêt la tunique des A le 24 novembre 2017, lors d'un match de qualification pour la Coupe du monde, face à la Moldavie, victoire 8-0, elle entre à la 60e minute en remplacement de Carolina Mendes.
| Matches officiels d'Ana Capeta en sélections portugaises au 5/01/20 | Matches officiels d'Ana Capeta en sélections portugaises au 5/01/20 | Matches officiels d'Ana Capeta en sélections portugaises au 5/01/20 | Matches officiels d'Ana Capeta en sélections portugaises au 5/01/20 | Matches officiels d'Ana Capeta en sélections portugaises au 5/01/20 |
| Club                                                                | V.                                                                  | N.                                                                  | D.                                                                  | Buts                                                                |
| ------------------------------------------------------------------- | ------------------------------------------------------------------- | ------------------------------------------------------------------- | ------------------------------------------------------------------- | ------------------------------------------------------------------- |
| Portugal U16 (2 matchs:8,00%)                                       | 1 (50,00%)                                                          | 1 (50,00%)                                                          | 0 (00,00%)                                                          | 2 (40.00%)                                                          |
| Portugal U19 (12 matchs:48,00%)                                     | 5 (41,67%)                                                          | 3 (25,00%)                                                          | 4 (33,33%)                                                          | 3 (60,00%)                                                          |
| Portugal A (11 matchs:44,00%)                                       | 7 (63,64%)                                                          | 1 (9,09%)                                                           | 3 (27,27%)                                                          | 0 (00,00%)                                                          |
| Total                                                               | 13 (52,00%)                                                         | 5 (20,00%)                                                          | 7 (28,00%)                                                          | 5                                                                   |

## Palmarès

### Avec leCA Ouriense
- Vainqueur du Nacional feminino en 2013-14[12]
- Vainqueur de la Taça de Portugal en 2013-14

### Avec leCAC Pontinha
- Vainqueur du Campeonato Promoção Feminino en 2015-16

### Avec leSporting CP
- Vainqueur de la Liga feminina en 2016-17 et 2017-18
- Vainqueur de la Taça de Portugal en 2016-17 et 2017-18
- Vainqueur de la supertaça de Portugal en 2017
- Vice-championne de la Liga feminina en 2018-19 et 2020-21
- Finaliste de la supertaça de Portugal en 2018